# بيتر بالدوين (سياسي)
بيتر بالدوين (بالإنجليزية: Peter Baldwin)‏ هو مهندس ومبرمج وسياسي بريطاني وأسترالي، ولد في 12 أبريل 1951 بألدرشوت في المملكة المتحدة. حزبياً، نشط في حزب العمال الأسترالي (فرع نيوساوث ويلز) ‏. وقد انتخب عضو مجلس النواب الأسترالي عن دائرة Division of Sydney ‏ (5 مارس 1983 – 31 أغسطس 1998) وانتخب عضو المجلس التشريعي نيو ساوث ويلز (23 أبريل 1976 – 18 أغسطس 1982).